# Jane Stafford
Jane Stafford (1899  – 1991) fue una escritora, química y médica estadounidense. Escribió una columna de periódico sindicado a nivel nacional llamada "Your Health - Here's How" y trabajó para la Society for Science & the Public. Escribió sobre el cáncer, la poliomielitis, las enfermedades cardíacas, la gripe, las enfermedades de transmisión sexual y las vitaminas.

## Educación y carrera
Stafford se graduó en él Smith College en 1920 con una licenciatura en química. Ella trabajó como técnica química en el Hospital de Evanston entre 1922 y 1925 antes de comenzar en la Asociación Médica Estadounidense como ayudante de montaje, un trabajo que ocupó hasta 1927. En 1928, Stafford se convirtió en una empleada del Servicio de Ciencias como escritora personal médica y, en 1956, se fue a los Institutos Nacionales de Salud (NIH) y se desempeñó como asistenta de informes de investigación en la Oficina de Información de Investigación del NIH, en el que "recopiló, preparó y difundió información relacionada con las ciencias médicas y biológicas".
Stafford cofundó la Asociación Nacional de Escritores de Ciencias y se desempeñó como presidenta en 1945, además, fue presidenta del National Press Club de 1949 a 1950. También fue miembro de la Asociación de corresponsales de la Casa Blanca, la Asociación Americana de Salud Pública, y el Potomac club de caza; sirvió en el Comité Administrativo para el Premio de Escritura de Ciencias George Westinghouse de AAAS y fue asociada de la Asociación de Mujeres en Comunicaciones.

## Sexismo
Aunque Stafford nunca se quejó explícitamente de los comportamientos sexistas dentro de las profesiones científicas (a excepción de las diferencias salariales), "los registros del Servicio Científico revelan que las barreras basadas en el género estaban presentes y que tanto Stafford como el director Watson Davis hicieron algún esfuerzo para combatirlos". Las organizaciones sociales como el Cosmos Club y el Harvard Club también aplicaron una política solo para hombres, prohibiendo a Stafford de reuniones. En respuesta, Independent Woman le pidió a Stafford que escribiera un artículo centrado en las mujeres que trabajaban en campos científicos; El artículo resultante de Stafford "discutió la pequeña banda de pioneros que mostraron que las mujeres podían hacer contribuciones a la ciencia". Stafford también entrevistó a Mildred Rebstock para un episodio de Adventures in Science, donde se animó a Rebstock a "comentar sobre la ciencia como una carrera para las mujeres y discutir si era compatible con una vida femenina normal, incluido el matrimonio, etc." 

## Premios
•1946, Premio Westinghouse a la Escritura Científica.
•1955, Premio Howard W. Blakeslee de la Asociación de la Prensa de la Asociación Americana del Corazón.